# عملية المخلب (2019)

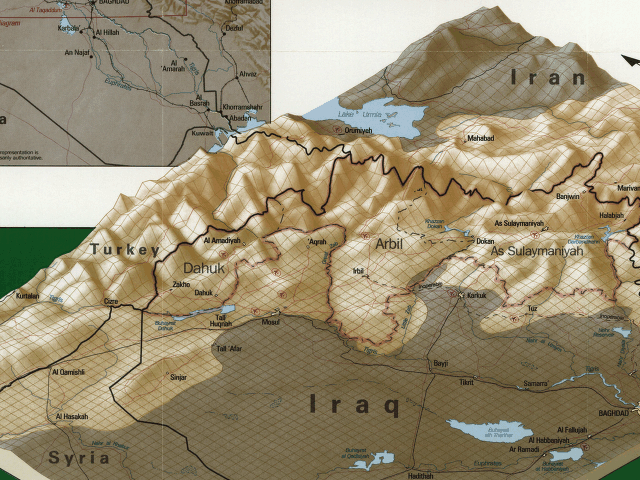

عملية المخلب (بالتركية: Pençe Harekatı)‏ هي عملية عسكرية عبر الحدود تقوم بها القوات المسلحة التركية في شمال العراق ضد حزب العمال الكردستاني. أطلقت القوات التركية قذائف المدفعية وشنت هجمات جوية في صباح يوم 28 مايو 2019 تليها معبر حدودي من قبل الجيش التركي.

## العملية
في 12 يونيو أدى كمين فاشل لحزب العمال الكردستاني إلى مقتل اثنين منهم ليصل عدد قتلى حزب العمال الكردستاني إلى 45. تم ضبط أسلحة وكاميرات للرأس.
في 13 يونيو قتل 3 من مقاتلي حزب العمال الكردستاني في منطقة هاركوك بشمال العراق.